# Phúc Yên (tỉnh)

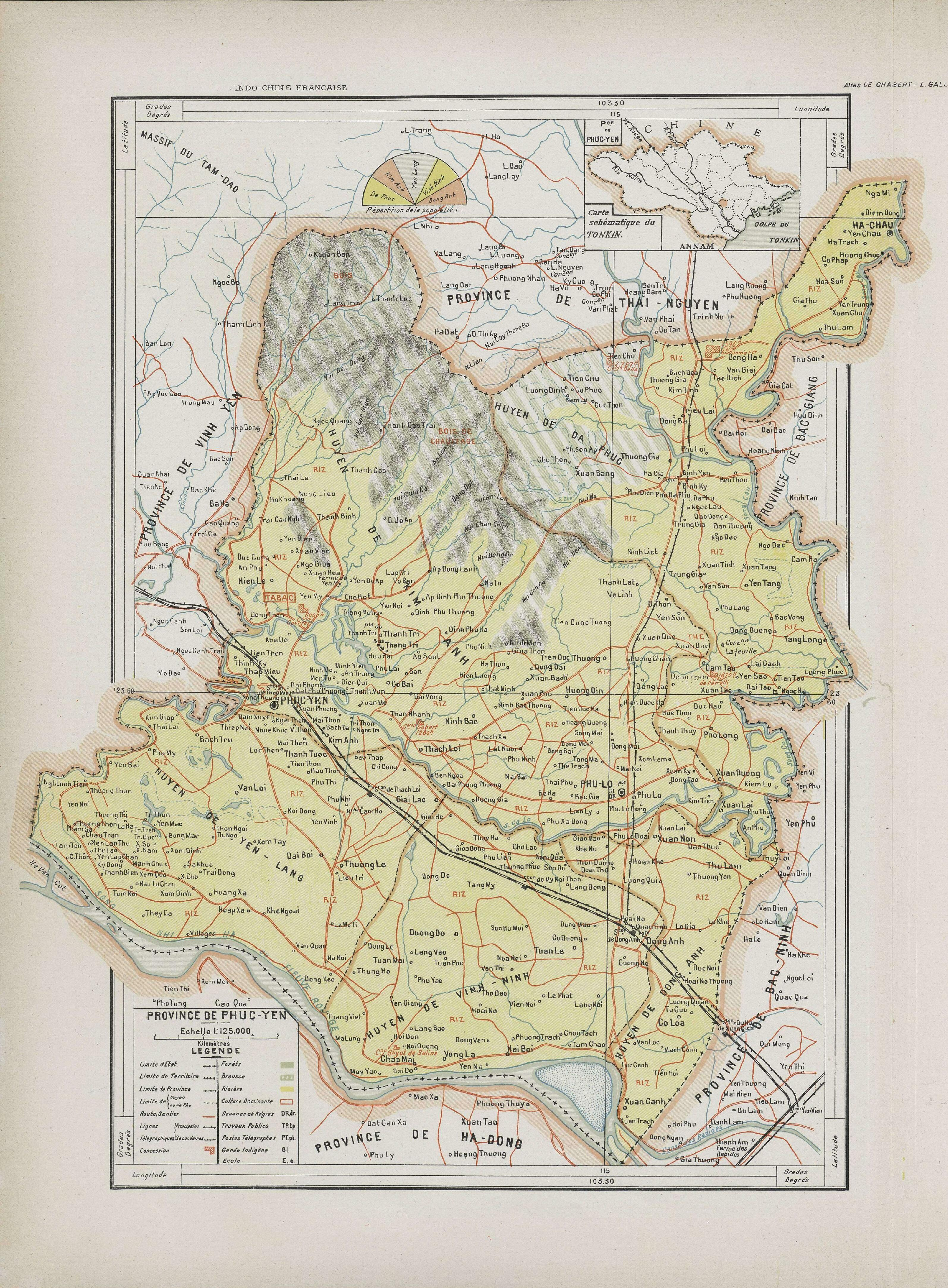
Bản đồ tỉnh Phúc Yên năm 1909

Phúc Yên là một tỉnh cũ của Việt Nam. Tồn tại từ ngày 6 tháng 10 năm 1901 đến ngày 11 tháng 2 năm 1950.

## Vị trí địa lý và hành chính
Tỉnh Phúc Yên có vị trí địa lý:
- Phía Bắc giáp tỉnh Thái Nguyên
- Phía Tây giáp tỉnh Vĩnh Yên
- Phía Nam giáp tỉnh Hà Đông
- Phía Đông giáp tỉnh Bắc Ninh

Tỉnh Phúc Yên có tỉnh lỵ là thị xã Phúc Yên và 4 huyện: Đa Phúc, Đông Anh, Kim Anh, Yên Lãng.

## Lịch sử
Tỉnh Phúc Yên được thành lập ngày 6 tháng 10 năm 1901 với tên gọi là tỉnh Phù Lỗ trên cơ sở tách huyện Yên Lãng của tỉnh Vĩnh Yên, phủ Đa Phúc, huyện Kim Anh, một phần huyện Đông Khê (thuộc phủ Từ Sơn) của tỉnh Bắc Ninh tách ra. Tỉnh lỵ đặt tại làng Phù Lỗ, huyện Kim Anh (nay là xã Phù Lỗ, huyện Sóc Sơn, Hà Nội), đến ngày 10 tháng 12 năm 1903 chuyển về làng Tháp Miếu, tổng Bạch Trĩ, huyện Yên Lãng (nay là trung tâm thành phố Phúc Yên). Thị xã Phúc Yên được thành lập ngày 31 tháng 10 năm 1905, là tỉnh lỵ.
Ngày 12 tháng 2 năm 1902, lập thêm huyện Vĩnh Ninh từ một số tổng của 2 huyện Đông Khê và Yên Lãng.
Ngày 10 tháng 4 năm 1903, huyện Đông Khê đổi tên thành huyện Đông Anh.
Ngày 10 tháng 12 năm 1903, tỉnh Phù Lỗ đổi tên thành tỉnh Phúc Yên, do G. Fort làm công sứ đầu tiên
Tuần phủ Phúc Yên đầu tiên là ông Vi Văn Định (1923-1927), sau đó là Phạm Khắc Khánh, Phan Kế Toại đến năm 1945 người cuối cùng là ông Bùi Văn Thiệp, cha của Giáo sư Bùi Trọng Liễu.
Trong kháng chiến chống Pháp, Phúc Yên thuộc Liên khu Việt Bắc.
Ngày 12 tháng 2 năm 1950, Chính phủ Việt Nam Dân chủ Cộng hòa hợp nhất hai tỉnh Vĩnh Yên và Phúc Yên thành tỉnh Vĩnh Phúc.
Năm 1952, chính quyền Quốc gia Việt Nam thân Pháp do Bảo Đại đứng đầu mà đại diện là Thủ hiến Bắc Việt cũng hợp nhất hai tỉnh Vĩnh Yên và Phúc Yên thành một tỉnh mới nhưng lại lấy tên là tỉnh Vĩnh Phúc Yên. Tên gọi này chỉ tồn tại đến giữa năm 1954, sau khi Hiệp định Genève được ký kết và đất nước tạm thời bị chia đôi, theo đó chính quyền Quốc gia Việt Nam chuyển vào miền Nam.